# 47e brigade mécanisée
Pour les articles homonymes, voir 47e brigade.
La 47e brigade mécanisée « Magoura » (ukrainien : 47-ма окрема механізована бригада «Ма́ґура», abrégé en 47 ОМБр ; numéro d'unité militaire А4699) est une grande unité d'Infanterie mécanisée de l'Armée de terre ukrainienne. Créé au printemps 2022 comme bataillon séparé d'assaut, il est transformé en régiment durant l'été, puis en brigade à l'automne. Magoura désigne un sommet des Carpates. La brigade se fait remarquer durant l'Invasion russe de l'Ukraine, d'abord en étant le fer de lance de la contre-offensive de 2023 puis en jouant un rôle clé sur les points chauds du Donbass dans le secteur d'Avdiïvka-Pokrovsk où elle mène de rudes combats, et inflige des pertes à l'armée russe. La brigade est principalement équipée à l'américaine avec des chars M1A1 Abrams et notamment des blindés M2 Bradley qui démontrent leur efficacité au combat au sein de la 47e brigade.

## Commandants
- avril 2022 : Major Ivan Šalamaha[3]
- novembre 2022 : Lieutenant-colonel Oleksandr Sak[4]
- septembre 2023 : Colonel Oleksandr Pavlij[5]
- janvier 2024 : Lieutenant-colonel Dmytro Ryumshin (uk)[6]
- Depuis mars 2024 : Colonel Jan Jacyšen[7]

## Historique

### Invasion russe de l'Ukraine

#### Formation
Le 26 avril 2022, le capitaine Ivan Mykhailovych Shalamaga (Іван Миха́йлович Шалама́га, indicatif «Бескид», 25 ans), jusque-là le commandant-adjoint de la 30e brigade mécanisée, reçoit l'ordre de former le 47e bataillon séparé d'assaut (47-й окремий штурмовий батальйон). Le bataillon est formé après sélection de militaires venant d'autres unités et de recrues volontaires. L'unité est envoyée sur le front dès la fin du printemps, à Vouhlehirsk : elle y attaque notamment la centrale thermique le 8 mai. Le 28 juin 2022, il est décidé de transformer le bataillon en un régiment (47-й окремий штурмовий полк) avec un nouveau commandant, puis dès novembre en la 47e brigade d'assaut (47-ма окрема механізована бригада) sous les ordres du podpolkovnik (lieutenant-colonel) Oleksandr Sak (Олександр Сак, indicatif «Стафф» (Staff), 28 ans), détachant des éléments de la 1re brigade de chars pour former le bataillon blindé de l'unité. Oleksandr Sak est un vétéran de la guerre du Donbass servant dans la 93e brigade mécanisée, il est nommé commandant de l'unité et, à seulement 28 ans, devient le plus jeune commandant de brigade de l'histoire de l'armée ukrainienne.
La brigade est principalement équipée d'armements fournis par les pays de l'OTAN , comme les chars M-55S (version slovène fortement modernisée du T-55). Ils sont ensuite transférés à la 67e brigade mécanisée et remplacés par des Leopard 2A6. C'est la première brigade unité à recevoir des blindés IFV américains M2 Bradley pour remplacer les BMP-1, les soldats de l'unité sont envoyés s'entraîner à la base de Grafenwöhr à cet effet,. Outre l'équipement, l'organisation interne de la brigade suit également les normes de l'OTAN, ce qui en fait une unité atypique et pionnière au sein de l'armée ukrainienne. L'équipement et l'entraînement de la brigade lourde mécanisée sont conçus pour en faire l'une des principales unités qui seront utilisées lors de la contre-offensive ukrainienne à l'été 2023.

#### Contre-offensive de Zaporijjia (juin - septembre 2023)
En juin 2023, la 47e brigade participe à la contre-offensive ukrainienne et est engagée sur l'axe principal aux côtés de la 33e brigade dans l'oblast de Zaporijjia, au sud de la ville d'Orikhiv, face aux 123e régiment motorisé du corps de réserve (RPD), du 291e régiment de fusiliers motorisés de la Garde et du 1430e régiment motorisé : la mission est d'avancer en direction de Tokmak à travers les défenses russes de Robotyne. Coincée dans un champ de mines elle perd de nombreux véhicules. Le 8 juin 2023, les médias occidentaux relayent les annonces russes montrant que la brigade a perdu plusieurs blindés dans un champ de mines au sud de Mala Tokmatchka dont huit Bradley. Comme le déclare l'Institut pour l'étude de la guerre, grâce à la structure des véhicules blindés occidentaux, contrairement à ceux d'origine soviétique, ont permis aux équipages de se sauver dans la majorité des cas.
Les attaques se poursuivent les jours suivants, sans succès mais obligeant la 58e armée combinée russe à déplacer la 22e brigade Spetsnaz de la Garde de la réserve vers la ligne de front. Dans les semaines suivantes, avec la 65e brigade mécanisée, la 47e continue d'avancer difficilement en direction de Robotyne, un carrefour important de la ligne fortifiée russe. Début juillet, les premières unités entrent dans le village, étant d'abord repoussées, elles commencent à mener des attaques sur les flancs de la ville. En août, la brigade entre dans Robotyne par l'est avec le 425e bataillon d'assaut « Skala », tandis que le 65e pousse par le nord-ouest. Elles occupent une grande partie de la ville le 15 du mois, coupant la route aux dernières unités russes restantes, obligeant ainsi deux régiments de fusiliers motorisés (1430e et 1441e) et un bataillon de la 810e brigade d'infanterie de marine de la Garde à battre en retraite. À la mi-août 2023, la brigade a perdu un total de 25 Bradley sur sa dotation de 99. Le 28 août 2023, le ministère de la Défense ukrainien annonce la reprise du village qui conduit à la brèche de la première ligne de défense. Après la prise du village, où la brigade a libéré quelques civils restants malgré la bataille, elle a est renforcée par la 46e brigade aéromobile et la 82e brigade d'assaut aérien dans les affrontements en direction de la colline 166, point culminant de tout le secteur au nord de Tokmak et fondamental pour les futures opérations offensives. En novembre, Mykola Mel'nyk, commandant de compagnie de la brigade est grièvement blessé lors de la contre-offensive. Il accorde une interview à la chaîne de télévision ukrainienne Front 18. Il y évoque la bonne qualité de la formation reçue et de la motivation des soldats, mais décrit également les multiples problèmes rencontrés lors de la planification et de l'exécution d'opérations offensives contre un ennemi bien préparé.

#### Bataille d'Avdiivka (octobre 2023 - février 2024)

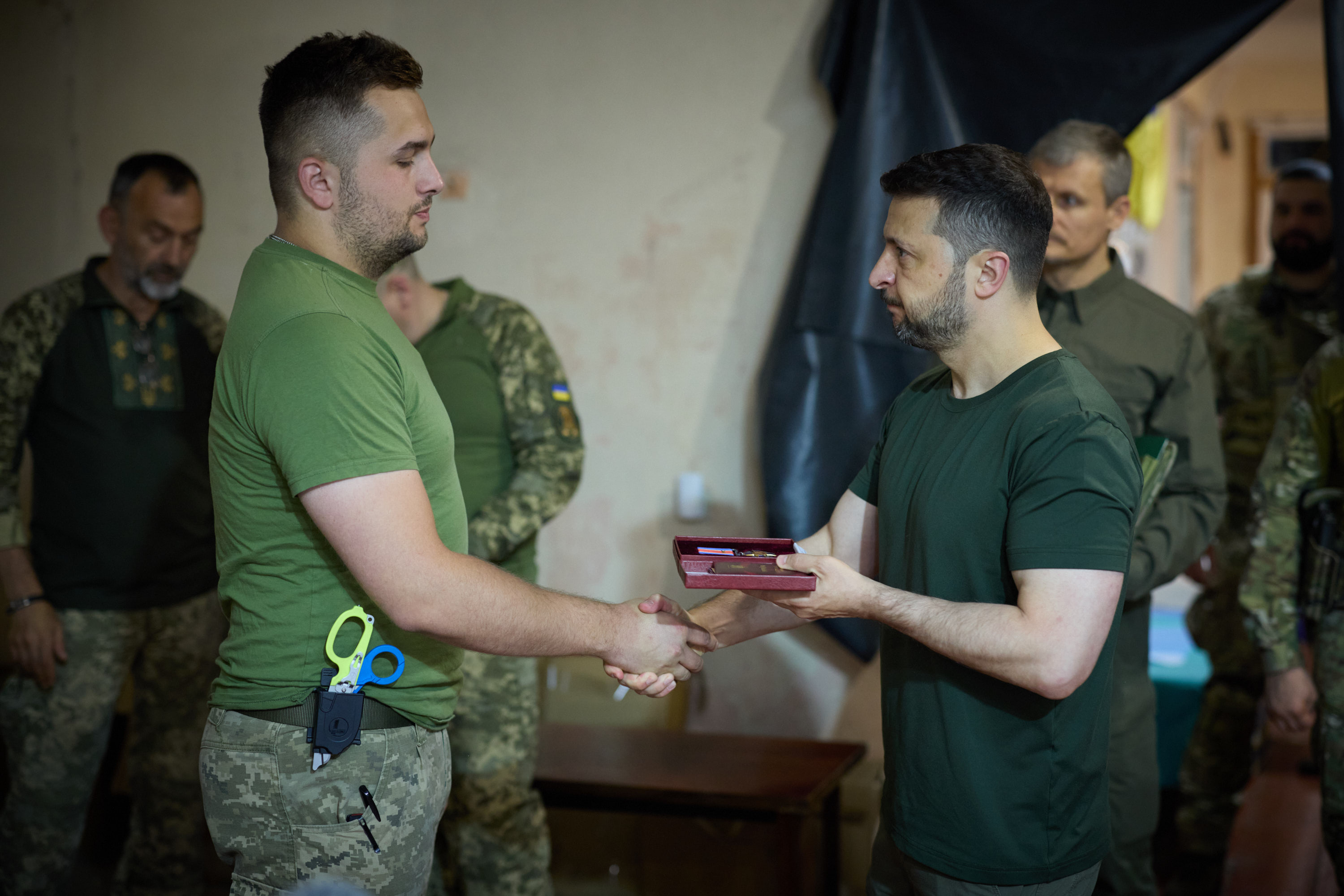
Le Président Zelensky, à droite, visite et décore des personnels de l'équipe médicale du 47e dans la région de Donetsk le 26 juin 2024.

En octobre 2023, la brigade combat près d'Avdiïvka (oblast de Donetsk) où elle détruit plusieurs véhicules blindés russes. Son arrivée avec celle d'autres brigades en renfort permet de contenir l'offensive russe. Début décembre, une contre-attaque de la brigade dans la zone du village de Stepove permet à la 116e brigade de défense territoriale déployée plus au nord de se retirer en bon ordre et de rétablir une nouvelle ligne défensive. À la fin du mois, la brigade transfère ses Leopard 2A6 à la 21e brigade mécanisée, qui peut ainsi porter au complet son bataillon blindé, initialement équipé de seulement 10 chars Stridsvagn 122 (version suédoise du Leopard 2A5). L'unité réussit cependant à poursuivre efficacement la défense de Stepove, utilisant avec succès les "vieux" blindés Bradley au point de vaincre au combat un char moderne T-90M, le char le plus moderne en service dans l'armée russe, appartenant au 239e régiment de chars de la Garde de la 90e division de chars de la Garde.
Pendant ce temps, le personnel du bataillon blindé d'origine de la brigade, après une période d'entraînement plus longue que prévu à l'étranger sur des chars M1A1 Abrams, rentre en Ukraine et est réaffecté à l'unité à la mi-février 2024, allant au combat sur le front d'Avdiïvka peu après la chute de la ville. Le 17 février, le 25e bataillon d'assaut est la dernière unité ukrainienne à abandonner la grande cokerie d'Avdiïvka, conquise par les Russes dans les jours suivants. Pendant la bataille, la brigade connaît des problèmes dans la chaîne de commandement, ce qui conduit à une rotation rapide de deux commandants en deux mois : en janvier 2024, Olekandr Pavliy est démis de ses fonctions remplacé par le lieutenant-colonel Dmytro Rjumšin, auparavant commandant de la 33e brigade mécanisée, lui-même remplacé début mars par le colonel Jan Jacyšyn, ancien commandant de la 56e brigade motorisée.

#### Offensive de Pokrovsk (février - août 2024)
La brigade se retire ensuite de Stepove pour défendre le village de Berdychi, où entre fin février et début mars elle perd les deux premiers chars Abrams lors d'affrontements avec la 15e brigade de fusiliers motorisés de la Garde. Le 20 avril, la brigade, sur le point d'être transférée à l'arrière après un an au front, est envoyée au village d'Otcheretyne pour arrêter l'avancée russe dans cette direction, provoquée par une rotation des troupes ukrainiennes qui ont laissé la localité temporairement défendue uniquement par le 59e bataillon de la 104e brigade de défense territoriale. La contre-attaque, également menée par des éléments de la 115e brigade mécanisée (un temps accusé à tort d'avoir abandonner ses positions), échoue et la 30e brigade de fusiliers motorisée parvient à exploiter l'espace libéré pour prendre pied dans la ville avant que les Ukrainiens ne puissent s'y réinstaller. Dans les jours suivants, la brigade combat pour défendre la zone au sud d'Otcheretyne avec la 23e brigade mécanisée, affrontant les 21e brigade, 74e brigade, 114e brigade de l'armée russe. Pour les mérites démontrés au combat, le 6 mai, le président ukrainien Volodymyr Zelensky accorde à la brigade le titre honorifique "Pour la bravoure et le courage ". En juillet 2024, à la suite de la loi ukrainienne autorisant certaines catégories de prisonniers à servir volontairement dans l'armée, la 47e brigade mécanisée est l'une des unités à intégrer un certain nombre d'entre eux dans ses rangs, créant le bataillon « Škval ». Dans la nuit du 25 juillet, la brigade fournit un soutien aux éléments des 1er et 3e bataillons de la 31e brigade mécanisée pour sortir de l'encerclement dans lequel ils se sont retrouvés en suivant l'avancée russe à Prohres et en se retirant vers l'ouest.  Dans les semaines suivantes, la brigade est contrainte de céder du terrain en raison de la pression exercée par les forces russes en supériorité numérique écrasante. Au début du mois d'août, elle prend position pour défendre certains villages au nord-ouest de Prohres avec la 151e brigade mécanisée. Au cours du mois, la brigade continue à combattre dans le secteur de Pokrovsk, essayant de ralentir l'avancée russe vers la ville défendant le village de Novohrodivka. A la fin du mois d'août, la brigade est temporairement mise en réserve après plus d'un an sur le front sans interruption.

#### Offensive dans l'oblast de Koursk (depuis octobre 2024)
En octobre 2024, la 47e brigade est transférée dans la région de Koursk. A la fin du mois d'octobre, elle a fait une nouvelle percée à la frontière et capturé de nouvelles positions russes sur le territoire de l'oblast de Koursk.

En décembre 2024, l'unité repousse plusieurs assauts massifs d'infanterie et attaques massives avec des véhicules blindés,.
En février 2025, l'armée russe a de nouveau impliqué l'armée nord-coréenne dans la conduite d'assauts dans la région de Koursk. Les unités de la 47e brigade mécanisée, ainsi que les formations adjacentes, ont arrêté un assaut massif sur les positions des défenseurs ukrainiens dans l'oblast de Koursk, où les russes ont utilisés de nouvelles tactiques. Selon la brigade, si auparavant les russes et coréens avaient mené des assauts avec l'implication de véhicules blindés, cette fois l'assaut s'est déroulé sans équipement, avec l'implication de l'infanterie uniquement. Les attaques de l'infanterie ont eu lieu en plusieurs vagues, qui ont été détruites par l'artillerie et les drones ukrainiens. L'assaut a duré environ 16 heures, à la suite de quoi les attaques ont été repoussées par des unités des forces de défense ukrainiennes. Dans cet assaut, les attaquants ont subi des pertes importantes, qui s'élèveraient à au moins l'équivalemment d'une compagnie.

## Structure
.

### Ordre de bataille
Au 7 mai 2024, l'ordre de bataille connu de la brigade est le suivant :

### Équipements
La brigade est équipée dans un premier temps avec des chars M-55S (des T-55 modernisés) provenant de Slovénie et des M2 Bradley (livrés par les États-Unis). Début avril 2023, la publication dans la presse de plusieurs documents américains fournit quelques informations sur l'équipement des nouvelles brigades ukrainiennes. La 47e brigade aurait reçu dès février :
- 99 M2A2 Bradley livrés par les États-Unis ;
- 28 chars M-55S venant de Slovaquie ;
- 12 obusiers automoteurs M109 de 155 mm américains ;
- 12 obusiers tractés D-30 de 122 mm ukrainiens.

Au printemps 2023, il semble que la brigade soit réarmée avec des chars Leopard 2A6, complétés avec quelques blindés de transport Panthera F9. Les bataillons mécanisés ont bénéficié d'un entrainement du 15 janvier au 29 mars 2023 à Zamość en Pologne, avec des instructeurs américains.
Il est toutefois révélé en janvier 2024, que le bataillon de chars qui opérait avec les Léopard 2A6 n'est pas celui de la 47e brigade mais de la 1re brigade de chars. La brigade était censée être équipée des 31 chars M1 Abrams mais ils ne sont pas arrivés à temps pour la contre-offensive et un bataillon de la 1re en a été affecté. La brigade devait donc être équipée quasi-entièrement à l'américaine. À partir de 2024, le bataillon de chars reçoit enfin les 31 Abrams.
La brigade est très largement équipée de matériel livré par les États-Unis. En 2024, il est le suivant :
- Bataillon de chars : M1A1 Abrams américains
- Bataillons mécanisés : M2 Bradley américains, mortiers de calibre 120mm M120 américains et sa version ukrainienne
- Bataillon d'assaut : Kozak-2M1 ukrainiens, mortiers de 120mm M120 américains et sa version ukrainienne
- Groupe d'artillerie : un bataillon sur obusier D-30 de 122 mm, un sur canon automoteur M109A6 américains, un sur BM-21 Grad
- Défense antiaérienne : RBS 70 livrés par la Suède, Zastava M55 yougoslave montés sur camion Oural
- Bataillon du génie : M1150 Assault Breacher Vehicle américains
- Bataillon de maintenance : Bergepanzer 2 livrés par l'Allemagne et M88 Recovery Vehicle américains
- Transmissions : véhicule de commandement M577 américains

## Traditions
La brigade porte le nom honorifique de « Magoura », un sommet montagneux des Beskides orientales dans les Carpates ukrainiennes qui, selon le sergent-chef Valeriï Markous, symbolise le défi et le chemin parcouru par ses hommes, signifie sommet de la montagne est liée à la notion de force, de hauteur et de mobilité, cela symbolise le développement des combattants en tant que professionnels dans leur domaine. La brigade a plusieurs règles et traditions qui font son identité.
- « Ascension » : il est prévu de choisir un pic méconnu des Carpates, où sera établi un campement. Escalader une montagne avec un camp devrait devenir une sorte de rituel pour les combattants.
- « Défi » : l'utilisation du mot « problème » est interdite. Au lieu de cela, le mot « défi » est utilisé.
- « La route du Magoura » : la brigade adhérant au principe de la formation continue, chaque soldat doit être prêt à dire à son supérieur ce qu'il a appris au cours de la journée, faisant symboliquement un pas vers le Magoura.
- « Sur le bouclier » : il est interdit d'utiliser les euphémismes soviétiques « deux cents » pour designer un militaire mort (ou « cargo 200 » pour désigner son transport), ou « trois cents (uk) » pour désigner un blessé (ou « cargo 300 » pour désigner son transport) ; les membres de la brigade utilisent l'expression « sur le bouclier » ou tué, ou blessé[57].
- « Ami » : les soldats et les gradés de la brigade s'adressent entre eux avec le mot « ami », comme il a été établi dans l'UPA. Par exemple, s'adresser à son commandant ressemblera à « ami commandant », etc.

### Insignes
Le symbole de la brigade vient du cavalier du jeu d'échecs, qui agit hors de sa case, en enjambant d'autres pièces. Un cercle avec des pointes symbolise un bouclier.
Lors de la formation du bataillon, le sergent-chef Markus de la brigade a développé le concept de la tradition des brassards, qui prévoyait la gradation des brassards selon le rang et le mérite. Les brassards diffèrent par la couleur et les détails individuels. Selon le poste, les conditions pour recevoir l'insigne de brigade sont différentes, pour les unités de combat, il s'agit de la réussite des normes d'entraînement physique. Les gradés de la brigade acceptent personnellement l'insigne de bras vert « d'assaut », en parcourant à chaque fois tous les règlements avec l'unité.
| - insigne gris en 2022. - insigne jaune en 2023. |

### Devise
La devise latine de la brigade Semper audentes! peut se traduire par « toujours courageux » ou « toujours provocateur ».